# ФК Либертас
ФК Либертас (итал. Associazione Calcio Libertas, је фудбалски клуб из Сан Марина који се такмичи у Првенству Сан Марина. Играју на стадиону Ђорђо Мајџорео, који има капацитет од 1000 места.

## Историја
Либертас је основан 1928. године. Клуб је три пута освојио Првенство Сан Марина. Десет пута је тријумфовао у купу, а три пута је освајао и суперкуп Сан Марина.
Успешним пласманом на крају сезоне 2006/07. успели су да први пут играју у неком од европских такмичења. Играли су у Купу УЕФА 2007/08. и испали у првом колу квалификација од Дрогеде. У првом мечу је било 1:1, док су у Ирској изгубили 3:0. У Лиги Европе играју у сезони 2012/13., када им је у првом колу квалификација противник била Ренова из Македоније, а поражени су укупним резултатом од 0:8.

## Успеси клуба
- Првенство Сан Марина:

Првак (1): 1995/96.
- Куп Сан Марина:

Освајач (10): 1937, 1950, 1954, 1958, 1959, 1961, 1987, 1989, 1991, 2006
- Суперкуп Сан Марина:

Освајач (3): 1989, 1992, 1996

## Учешће у европским такмичењима
| Сезона  | Такмичење   | Ниво       | Држава             | Екипа            | Дом. | Гост | Резултат | УЕФА коеф. |
| ------- | ----------- | ---------- | ------------------ | ---------------- | ---- | ---- | -------- | ---------- |
| 2007/08 | Куп УЕФА    | 1 коло кв. | Република Ирска    | Дрогеда јунајтед | 1:1  | 0:3  | 1:4      | 0,5        |
| 2012/13 | Лига Европе | 1 коло кв. | Северна Македонија | Ренова           | 0:4  | 0:4  | 0:8      | 0,0        |

Укупан УЕФА коефицијент клуба је 0,5.